# Hi, Mom (película de 2021)
Hi, Mom (en chino simplificado, 你好，李焕英; literalmente, ‘Hola, Li Huanying’) es una película de comedia china de 2021 escrita y dirigida por Jia Ling y protagonizada por Jia Ling, Shen Teng, Chen He y Zhang Xiaofei. Fue lanzado el 12 de febrero de 2021 (Año Nuevo chino). La película recaudó más de $822 millones de dólares en taquilla, lo que la convierte en la tercera película más taquillera de 2021 y la segunda película no inglesa más taquillera de todos los tiempos. La película ha recibido críticas positivas, y el boca a boca ha contribuido a su popularidad.

## Argumento
Después de que su madre Li Huanying resultara herida de muerte en un accidente automovilístico en 2001, Jia Xiaoling, afligida por el dolor, se ve transportada en el tiempo al año 1981, donde se convierte en la amiga íntima de su madre. Jia Xiaoling siente que no ha sido una hija lo suficientemente buena en el presente, por lo que en 1981 hace todo lo posible para hacer feliz a Li Huanying, incluida la relación con el hijo del gerente de una fábrica, Shen Guanglin, con la esperanza de darle a su madre un mejor marido, una mejor hija y una vida mejor que la que tuvo la primera vez.
La película está adaptada de la comedia de bocetos de 2016 de Jia Ling del mismo nombre "Hola, Li Huanying" de la temporada 1 de Comedy General Mobilization. También se basa en historias de la propia madre de Jia Ling, también llamada Li Huanying, quien murió en 2001 poco después de que Jia comenzara la universidad. Jia hizo la película como tributo a su madre.
Los temas de la película incluyen el amor familiar y la piedad filial.

### Título
El título chino de la película significa literalmente "Hola, Li Huanying" en lugar de "Hola, Mamá". Cuando se le preguntó sobre esta diferencia, Jia Ling dijo que una madre no es solo una madre, sino también su propia persona.

## Reparto
- Jia Ling como Jia Xiaoling
- Shen Teng como Shen Guanglin
- Zhang Xiaofei como Li Huanying
- Chen He como Leng Te
- Liu Jia como Li Huanying (de mediana edad)
- He He como Bao Yumei
- Ding Jiali como Bao Yumei (de mediana edad)
- Bao Wenjing como Zhao Yanhua
- Han Yunyun como Wang Qin
- Wang Lin como Wang Qin (de mediana edad)
- Xu Juncong como Xu Zhikai
- Qiao Shan como Jia Wentian
- Jia Wentian como Jia Wentian (de mediana edad)

## Producción
Hi, Mom es el debut como directora de Jia Ling. Pasó más de tres años escribiendo el guion con sus coautores, y la producción comenzó el 25 de septiembre de 2019. Fue filmada en locaciones de fábricas en la ciudad natal de Jia Ling, Xiangyang, Hubei.
El 29 de octubre de 2020 se anunció la fecha de lanzamiento y se lanzó un póster promocional.

## Recepción

### Taquilla
Hi, Mom fue lanzada el 12 de febrero de 2021, y en su primer fin de semana recaudó 195 millones de dólares (1260 millones de RMB). La popularidad de la película creció a través del boca a boca, y el 15 de febrero su total de taquilla en un solo día fue de 80 millones de dólares, superando a Detective Chinatown 3. Para el 16 de febrero, la película había recaudado más de 1800 millones de RMB, lo que convirtió a Jia Ling en la directora más taquillera en la historia de la taquilla china (el récord anterior fue de 1360 millones de RMB para Us and Them, dirigida por René Liu). El 21 de febrero, el total acumulado de taquilla de la película superó a Detective Chinatown 3, lo que la convierte en la película más taquillera del período de vacaciones del Año Nuevo chino de 2021. El 6 de marzo, sus ingresos brutos alcanzaron los 5040 millones de RMB, superando a Ne Zha de 2019 para convertirse en la segunda película más taquillera de todos los tiempos en China.

### Crítica
La película recibió críticas positivas y calificaciones más altas de los espectadores que las otras películas importantes estrenadas al mismo tiempo. A partir del 16 de febrero de 2021, la calificación de la película sobre 10 es de 8.2 en Douban, 9.5 en Maoyan y 9.3 en Taopiaopiao. Se ha ganado elogios por sus emociones auténticas y su interpretación del Xiangyang de la década de 1980. El público encontró la película conmovedora; muchos se emocionaron y lloraron y algunos llamaron a sus familias poco después de salir del cine.
Cai Jianya escribió que el lanzamiento de la película había resonado entre los espectadores. Debido a la pandemia de COVID-19, muchas personas no habían viajado a casa para ver a sus familias para el Año Nuevo chino en 2021 y, como resultado, algunas optaron por ver una película sobre la familia.